# Bang và lãnh thổ liên bang của Ấn Độ
Ấn Độ là một quốc gia liên bang bao gồm 28 bang và 8 lãnh thổ liên bang, với tổng số là 36 đơn vị hành chính cấp cao nhất. Các bang và lãnh thổ liên bang được phân chia thành 806 huyện và đơn vị hành chính dưới huyện.
Bản chất các bang của Ấn Độ là những đơn vị hành chính tự quản, mỗi bang sẽ thiết lập một chính quyền bang. Quyền lực điều hành bang được phân chia giữa chính quyền bang và chính quyền liên bang. Ngược lại, các lãnh thổ liên bang thì được chính quyền liên bang trực tiếp điều hành.

## Lịch sử

Phân cấp hành chính Ấn Độ năm 1951

### Tiền độc lập
Tiểu lục địa Ấn Độ được nhiều dân tộc khác nhau cai trị trong suốt thời kỳ lịch sử, mỗi chính quyền đều đều sử dụng những cách phân chia hành chính riêng.

## Danh sách

### Bang
| Bang              | ISO 3166-2:IN | Biển số xe | Thủ phủ                                         | Thành phố lớn nhất | Thành lập                 | Dân số      | Diện tích (km²)       | Ngôn ngữ chính thức        | Ngôn ngữ địa phương phổ biến                                                |
| ----------------- | ------------- | ---------- | ----------------------------------------------- | ------------------ | ------------------------- | ----------- | --------------------- | -------------------------- | --------------------------------------------------------------------------- |
| Andhra Pradesh    | IN-AP         | AP         | Hyderabad (de jure) Amaravati (de facto) Note 1 | Visakhapatnam      | ngày 1 tháng 10 năm 1953  | 49,506,799  | 160,205               | Telugu                     | —                                                                           |
| Arunachal Pradesh | IN-AR         | AR         | Itanagar                                        | Itanagar           | ngày 20 tháng 2 năm 1987  | 1,383,727   | 83,743                | Anh                        | —                                                                           |
| Assam             | IN-AS         | AS         | Dispur                                          | Guwahati           | ngày 26 tháng 1 năm 1950  | 31,205,576  | 78,550                | Assam                      | —                                                                           |
| Bihar             | IN-BR         | BR         | Patna                                           | Patna              | ngày 26 tháng 1 năm 1950  | 104,099,452 | 99,200                | Hindi                      | Urdu                                                                        |
| Chhattisgarh      | IN-CT         | CG         | Naya Raipur                                     | Raipur             | ngày 1 tháng 11 năm 2000  | 25,545,198  | 135,194               | Hindi                      | —                                                                           |
| Goa               | IN-GA         | GA         | Panaji                                          | Vasco da Gama      | ngày 30 tháng 5 năm 1987  | 1,458,545   | 3,702                 | Konkani                    | Marathi                                                                     |
| Gujarat           | IN-GJ         | GJ         | Gandhinagar                                     | Ahmedabad          | ngày 1 tháng 5 năm 1960   | 60,439,692  | 196,024               | Gujarati                   | —                                                                           |
| Haryana           | IN-HR         | HR         | Chandigarh                                      | Faridabad          | ngày 1 tháng 11 năm 1966  | 25,351,462  | 44,212                | Hindi                      | Punjabi                                                                     |
| Himachal Pradesh  | IN-HP         | HP         | Shimla (Summer) Dharamshala (Winter)            | Shimla             | ngày 25 tháng 1 năm 1971  | 6,864,602   | 55,673                | Hindi                      | English                                                                     |
| Jammu and Kashmir | IN-JK         | JK         | Srinagar (Summer) Jammu (Winter)                | Srinagar           | ngày 26 tháng 1 năm 1950  | 12,541,302  | 222,236 101,387Note 2 | Urdu                       | —                                                                           |
| Jharkhand         | IN-JH         | JH         | Ranchi                                          | Jamshedpur         | ngày 15 tháng 11 năm 2000 | 32,988,134  | 74,677                | Hindi                      | Urdu                                                                        |
| Karnataka         | IN-KA         | KA         | Bangalore                                       | Bangalore          | ngày 1 tháng 11 năm 1956  | 61,095,297  | 191,791               | Kannada                    | —                                                                           |
| Kerala            | IN-KL         | KL         | Thiruvananthapuram                              | Kochi              | ngày 1 tháng 11 năm 1956  | 33,406,061  | 38,863                | Malayalam                  | —                                                                           |
| Madhya Pradesh    | IN-MP         | MP         | Bhopal                                          | Indore             | ngày 1 tháng 11 năm 1956  | 72,626,809  | 308,252               | Hindi                      | —                                                                           |
| Maharashtra       | IN-MH         | MH         | Mumbai                                          | Mumbai             | ngày 1 tháng 5 năm 1960   | 112,374,333 | 307,713               | Marathi                    | —                                                                           |
| Manipur           | IN-MN         | MN         | Imphal                                          | Imphal             | ngày 21 tháng 1 năm 1972  | 2,855,794   | 22,347                | Meitei                     | English                                                                     |
| Meghalaya         | IN-ML         | ML         | Shillong                                        | Shillong           | ngày 21 tháng 1 năm 1972  | 2,966,889   | 22,720                | English                    | Khasi                                                                       |
| Mizoram           | IN-MZ         | MZ         | Aizawl                                          | Aizawl             | ngày 20 tháng 2 năm 1987  | 1,097,206   | 21,081                | English, Hindi, Mizo       | —                                                                           |
| Nagaland          | IN-NL         | NL         | Kohima                                          | Dimapur            | ngày 1 tháng 12 năm 1963  | 1,978,502   | 16,579                | English                    | —                                                                           |
| Odisha            | IN-OR         | OD         | Bhubaneswar                                     | Bhubaneswar        | ngày 26 tháng 1 năm 1950  | 41,974,218  | 155,820               | Odia                       | —                                                                           |
| Punjab            | IN-PB         | PB         | Chandigarh                                      | Ludhiana           | ngày 1 tháng 11 năm 1966  | 27,743,338  | 50,362                | Punjabi                    | —                                                                           |
| Rajasthan         | IN-RJ         | RJ         | Jaipur                                          | Jaipur             | ngày 1 tháng 11 năm 1956  | 68,548,437  | 342,269               | Hindi                      | English                                                                     |
| Sikkim            | IN-SK         | SK         | Gangtok                                         | Gangtok            | ngày 16 tháng 5 năm 1975  | 610,577     | 7,096                 | English                    | Bhutia, Gurung, Lepcha, Limbu, Manggar, Mukhia, Newari, Rai, Sherpa, Tamang |
| Tamil Nadu        | IN-TN         | TN         | Chennai                                         | Chennai            | ngày 26 tháng 1 năm 1950  | 72,147,030  | 130,058               | Tamil                      | English                                                                     |
| Telangana         | IN-TG         | TS         | HyderabadNote 1                                 | HyderabadNote 1    | ngày 2 tháng 6 năm 2014   | 35,193,978  | 114,840               | Telugu, Urdu               | —                                                                           |
| Tripura           | IN-TR         | TR         | Agartala                                        | Agartala           | ngày 21 tháng 1 năm 1972  | 3,673,917   | 10,492                | Bengali, Kokborok, English | —                                                                           |
| Uttar Pradesh     | IN-UP         | UP         | Lucknow                                         | Kanpur             | ngày 26 tháng 1 năm 1950  | 199,812,341 | 243,286               | Hindi                      | Urdu                                                                        |
| Uttarakhand       | IN-UT         | UK         | DehradunNote 3                                  | DehradunNote 3     | ngày 9 tháng 11 năm 2000  | 10,086,292  | 53,483                | Hindi                      | Sanskrit                                                                    |
| West Bengal       | IN-WB         | WB         | Kolkata                                         | Kolkata            | ngày 26 tháng 1 năm 1950  | 91,276,115  | 88,752                | Bengali, Nepali            | Hindi, Urdu, Santali, Odia and Punjabi                                      |

- ^Note 1  Andhra Pradesh was divided into two states, Telangana and a residual Andhra Pradesh on ngày 2 tháng 6 năm 2014.[22][23][24] Hyderabad, located entirely within the borders of Telangana, is to serve as the capital for both states for a period of time not exceeding ten years.[25] The Government of Andhra Pradesh and the Andhra Pradesh Legislature completed the process of relocating to temporary facilities in the envisaged new capital city Amaravati in early 2017.[14]
- ^Note 2  The area of Jammu and Kashmir is 222,236 km² according to Indian claims; thereof 101,387 km² are under Indian administration
- ^Note 3  Dehradun is the interim capital of Uttarakhand. The town of Gairsain is envisaged as the state's new capital.

### Lãnh thổ liên bang
| Lãnh thổ liên bang          | ISO 3166-2:IN | Vehicle code | Thủ phủ     | Thành phố lớn nhất | Dân số     | Area (km²) | Ngôn ngữ chính thức               | Additional official languages |
| --------------------------- | ------------- | ------------ | ----------- | ------------------ | ---------- | ---------- | --------------------------------- | ----------------------------- |
| Andaman and Nicobar Islands | IN-AN         | AN           | Port Blair  | Port Blair         | 380,581    | 8,249      | Hindi, English                    | —                             |
| Chandigarh                  | IN-CH         | CH           | Chandigarh  | —                  | 1,055,450  | 114        | English                           | —                             |
| Dadra and Nagar Haveli      | IN-DN         | DN           | Silvassa    | Silvassa           | 343,709    | 491        | Gujarati, Hindi                   | Marathi                       |
| Daman and Diu               | IN-DD         | DD           | Daman       | Daman              | 243,247    | 112        | English, Gujarati, Hindi, Konkani | —                             |
| Delhi                       | IN-DL         | DL           | New Delhi   | —                  | 16,787,941 | 1,490      | Hindi                             | Punjabi, Urdu                 |
| Lakshadweep                 | IN-LD         | LD           | Kavaratti   | Kavaratti          | 64,473     | 32         | English                           | Hindi                         |
| Puducherry                  | IN-PY         | PY           | Pondicherry | Pondicherry        | 1,247,953  | 492        | English, Tamil                    | Malayalam, Telugu             |

### Các bang trước đây
| Bản đồ | Bang                                                                         | Thủ phủ                          | Năm       | Bang hiện trạng               |
| ------ | ---------------------------------------------------------------------------- | -------------------------------- | --------- | ----------------------------- |
|        | Madhya Bharat                                                                | Gwalior (winter) Indore (summer) | 1947–1956 | Madhya Pradesh                |
|        | Bang Liên hiệp phía Đông (Eastern States Union)                              | Raipur                           | 1947–1948 | Bihar, Odisha, Madhya Pradesh |
|        | Madras State                                                                 | Madras                           | 1950–1969 | Tamil Nadu                    |
|        | Mysore State                                                                 | Mysore                           | 1947–1973 | Karnataka                     |
|        | Bang Liên hiệp Patiala và Đông Punjab (Patiala and East Punjab States Union) | Patiala                          | 1948–1956 | Punjab, India                 |
|        | Bombay State                                                                 | Bombay                           | 1947–1960 | Maharashtra, Gujarat          |
|        | Bhopal State                                                                 | Bhopal                           | 1949–1956 | Madhya Pradesh                |
|        | Saurashtra                                                                   | Rajkot                           | 1948–1956 | Bombay State                  |
|        | Coorg State                                                                  | Madikeri                         | 1950–1956 | Mysore State                  |
|        | Travancore-Cochin                                                            | Trivandrum                       | 1949–1956 | Kerala, Madras State          |
|        | Hyderabad State                                                              | Hyderabad                        | 1948–1956 | Andhra Pradesh                |
|        | Vindhya Pradesh                                                              | Rewa                             | 1948–1956 | Madhya Pradesh                |
|        | Kutch State                                                                  | Bhuj                             | 1947–1956 | Bombay State                  |
|        | Bilaspur State                                                               | Bilaspur                         | 1948–1954 | Himachal Pradesh              |
|        | Cooch Behar State                                                            | Cooch Behar                      | 1949      | West Bengal                   |
|        | Ajmer State                                                                  | Ajmer                            | 1947–1956 | Rajasthan                     |